# Jekatyerinburg
Jekatyerinburg (oroszul: Екатеринбург) Oroszország negyedik legnagyobb városa Moszkva, Szentpétervár és Novoszibirszk után. A Szverdlovszki terület (Свердловская область; Szverdlovszkaja oblaszty) és egyben az Uráli szövetségi körzet központja. 1924 és 1991 között a város neve Szverdlovszk volt.
A városban az aktív gazdasági kapcsolatokra tekintettel 2005 végétől magyar kereskedelmi képviselet, 2008 januárjától pedig főkonzulátus is működik, amely Oroszországban a harmadik magyar diplomáciai képviselet a moszkvai és a szentpétervári után; viszont az egyetlen Oroszország területén, amely kvázi schengeni vízumközpontként működik - jelenleg magyar vízum mellett Ausztria, Finnország, Lettország és Szlovénia képviseletében bocsát ki vízumot.
Lakossága: 1 349 772 fő (a 2010. évi népszámláláskor).

## Fekvése
Jekatyerinburg már Ázsiában, a transzszibériai vasútvonal 1816-os kilométerénél, a Tobol folyó mellékfolyója, az Iszety partján terül el. Európa és Ázsia határvonala Jekatyerinburg nyugati határán húzódik, és a 2001. évi szabályozás óta területének egy része átnyúlik Európába.
Földrajzi koordinátái: é. sz. 56° 50′, k. h. 60° 35′56.833333°N 60.583333°E.

## Története
1723 tavaszán I. (Nagy) Péter cár rendelete értelmében az Iszety partján kezdték el Oroszország legnagyobb vasfeldolgozó üzemének építését. A település születésnapjának 1723. november 28-át tekintik, amikor az első vasfeldolgozó üzem megkezdte munkáját. A települést ekkor nevezték el Jekatyerinburgnak I. Katalin cárnő tiszteletére.
A vasfeldolgozó üzemnek otthont adó erődítmény, korának legfejlettebb európai hadi építészeti   szabályai szerint épült. A város európai jellege nemcsak -burg elnevezésében, hanem terveiben is megnyilvánult. Ez az uráli iparvidék bölcsője. 1725-ben itt alapították a Jekatyerinburgi Pénzverő Üzemet, ahol Oroszország pénzérméi készültek egészen az októberi forradalomig.
A forradalmat követően II. Miklós cárt és családját Jekatyerinburgban tartóztatták le a bolsevikok és itt is végezték ki. 1924-ben a város felvette a Szverdlovszk nevet, Jakov Mihajlovics Szverdlov tiszteletére, aki 1917-ben jelentős szerepet játszott a bolsevik mozgalomban. 1991-ben a helyi duma képviselői visszaállították eredeti nevét.
A város hadiipari központ, ezért a szovjet időkben nem látogatható, zárt város volt. 1979-ben 68 helyi lakos halt meg tüdőeredetű lépfenefertőzésben, mert elromlott egy katonai termelőüzem levegőszűrő berendezése. Nyugati szakértők előtt ekkor vált nyilvánvalóvá, hogy a városban nagy léptékű biofegyver (anthrax) előállító gyár működik, a Szovjetunió tehát megszegi az általa is ratifikált biológiai- és toxinfegyver-tilalmi egyezményt (BTWC)

## Közlekedés

### Légi közlekedés
Jekatyerinburg nemzetközi repülőtere Kolcovo (IATA: SVX, ICAO: USSS) 1943-ban nyílt meg, amikor a katonai repülőteret megnyitották a polgári légi forgalom előtt. A város központjától 17 km-re délkeletre található. 1993-ban privatizálták a repülőteret, ekkor jött létre a Kolcovo Airport NyRt. és az Ural Airline NyRt.
A Kolcovo repülőtere 2006-ban az előzetes adatok szerint 9771 járaton 1 360 000 utast szolgált ki, közülük mintegy 500 000 fő érkezett vagy utazott nemzetközi viszonylatokon.
A Kolcovo repülőtér és Szverdlovszk-személypályaudvar között az 1. számú autóbusz járat közlekedik.

### Vasút

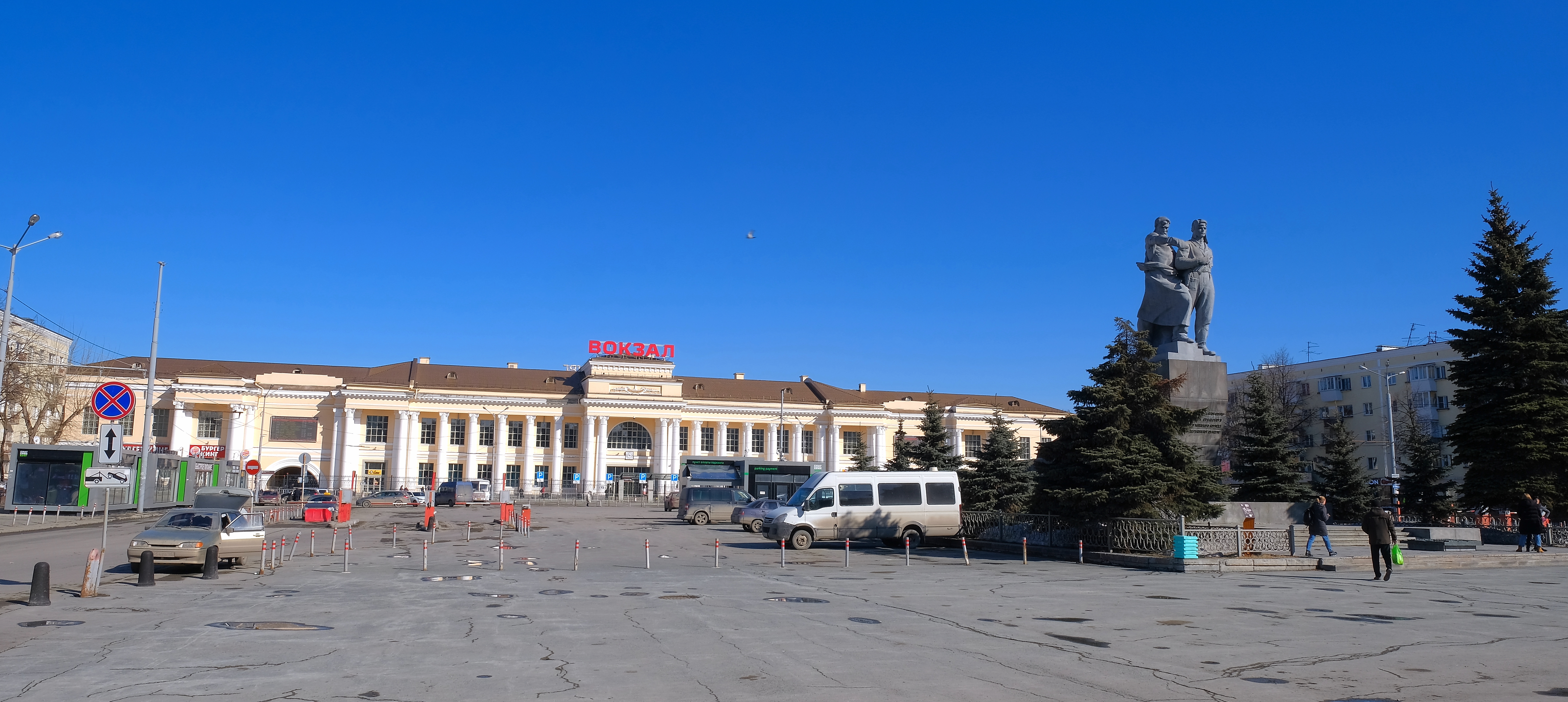
Privokzalnaja tér

Jekatyerinburg Oroszország egyik legjelentősebb vasúti csomópontja. A központi pályaudvar Szverdlovszk-személypályaudvar (Свердловск-Пассажирский). Innen 7 fővonal indul (Perm, Kazany, Cseljabinszk, Kurgán, Tyumeny, Tavda és Nyizsnyij Tagil felé). Itt találkozik a Transzszibériai vasútvonal északi (napjainkban elfogadott) és déli (megnyitása idején használatos) vonalvezetése. A város első pályaudvara 1881-ben épült. Jelenlegi pályaudvara 1994-ben készült el közvetlen metrókapcsolattal.

### Városi közlekedés
Jekatyerinburg fejlett tömegközlekedéssel rendelkezik.  A városban közel 100 autóbuszvonal 24 villamosvonal és fejlett trolibuszhálózat található.
A jekatyerinburgi metró Oroszország legrövidebb metrója, mindössze 7 állomással. Megnyitására 1991. április 26-án került sor. Jelentősége rövidsége ellenére igen nagy, mivel a város ipari területét, az Uralmast köti össze a belvárossal.

## Egészségügy
2016-ban a másfélmilliós lakosság 1,8%-a, vagyis 27 000 egyén volt HIV-fertőzött, a megelőző intézkedések hiányosságai miatt.

## Egyéb intézmények
A városban 25 országnak működik konzulátusa, mások mellett itt található Magyarország jekatyerinburgi főkonzulátusa is.

## A város szülöttei
- Alekszandr Malinyin (1958), énekes
- Viktor Viktorovics Majgurov (1969), biatlonista
- Pavel Dacjuk (1978), jégkorongozó
- Nyikolaj Vlagyimirovics Pankratov (1982), síelő
- Szergej Karjakin (1991), quadversenyző
- Julija Lipnyickaja (1998), műkorcsolyázó

## Éghajlat
| Hónap                         | Jan.  | Feb.  | Már.  | Ápr.  | Máj.  | Jún. | Júl. | Aug. | Szep. | Okt.  | Nov.  | Dec.  | Év    |
| ----------------------------- | ----- | ----- | ----- | ----- | ----- | ---- | ---- | ---- | ----- | ----- | ----- | ----- | ----- |
| Rekord max. hőmérséklet (°C)  | 5,8   | 9,4   | 17,3  | 28,8  | 33,4  | 35,6 | 38,8 | 37,2 | 31,9  | 24,7  | 13,5  | 8,6   | 38,8  |
| Átlagos max. hőmérséklet (°C) | −9,1  | −6,8  | 1,0   | 9,8   | 17,4  | 23,0 | 24,4 | 21,1 | 14,5  | 6,8   | −2,8  | −7,9  | 7,7   |
| Átlaghőmérséklet (°C)         | −12,6 | −11,1 | −3,8  | 4,3   | 11,3  | 17,1 | 19,0 | 15,9 | 9,8   | 3,4   | −5,8  | −11,0 | 3,1   |
| Átlagos min. hőmérséklet (°C) | −15,7 | −14,5 | −7,6  | 0,0   | 6,2   | 12,1 | 14,4 | 11,9 | 6,4   | −0,7  | −8,3  | −13,7 | −0,7  |
| Rekord min. hőmérséklet (°C)  | −44,6 | −42,4 | −39,2 | −21,8 | −13,5 | −2,3 | 1,5  | −1,0 | −9,0  | −26,6 | −39,2 | −46,7 | −46,7 |
| Átl. csapadékmennyiség (mm)   | 26    | 20    | 20    | 28    | 50    | 74   | 89   | 72   | 58    | 39    | 33    | 28    | 537   |
| Forrás:                       |       |       |       |       |       |      |      |      |       |       |       |       |       |

## Testvértelepülések
- Kanton, Kína 2002
- Plzeň, Csehország
- San José 1992
- Wuppertal, Németország 1993
- Genova, Olaszország
- Ferentino, Olaszország
- Incshon, Dél-Korea